# Isabel de York
Isabel de York (Palacio de Westminster, 11 de febrero de 1466-Torre de Londres, 11 de febrero de 1503) fue la primogénita de los diez hijos de Eduardo IV de Inglaterra e Isabel Woodville. Contrajo matrimonio con el rey Enrique VII, y fruto de esa unión, nació el que sería el futuro Enrique VIII de Inglaterra. Fue reina consorte de Inglaterra desde 1486, hasta su muerte en 1503.
Su padre, Eduardo, quien parecía estar de acuerdo con los deseos de su mentor, entonces se distanció de Ricardo Neville, conde de Warwick, casándose secretamente con una viuda, Isabel Woodville. Sus tíos, hermanos menores de Eduardo, Jorge de Clarence, y Ricardo de Gloucester, fueron finalmente acusados de conspiración. Eduardo no volvió a sufrir rebeliones después de su restauración, pues la familia Lancaster había quedado virtualmente extinguida, y el único rival que le quedaba era Enrique Tudor, que vivía en el exilio. Después de la muerte de su padre, el rey Eduardo, los hermanos de Isabel, Eduardo V de Inglaterra y Ricardo, duque de York, conocidos como los "Príncipes de la Torre", desaparecieron. Su destino es incierto, pero se cree que fueron asesinados por su tío, Ricardo. Los eventos tienen relatos de la época controvertidos y contradictorios que sugieren también otros cuatro sospechosos principales implicados. 
Isabel de York era considerada una gran belleza, una clásica rosa inglesa de tez blanca, cabello dorado y ojos claros. Llegó a ser una reina muy querida por su generosidad y gentileza. Todos los monarcas ingleses después de Enrique VIII, son descendientes de Isabel de York. Y por ende, también lo son de Cecilia Neville, esposa de Ricardo de York y madre de los reyes Eduardo IV y Ricardo III.

## Primeros años
Isabel de York nació en el Palacio de Westminster, como la hija mayor de Eduardo IV de Inglaterra y su esposa, Isabel Woodville. Su bautizo se celebró en la Abadía de Westminster, amadrinada por sus abuelas Jacquetta de Luxemburgo, condesa de Rivers, y Cecilia Neville, duquesa viuda de York. Su padrino fue el primo de su padre, Ricardo Neville, conde de Warwick.  El matrimonio de sus padres había creado problemas, y su padre fue depuesto brevemente en 1470.
Los primeros años de Isabel los pasó en calma relativa, a pesar de los desacuerdos y las batallas que la rodeaban. A los tres años, se la comprometió brevemente con George Neville en 1469, pero su padre, John Neville, apoyó la rebelión de su hermano, Warwick, contra el rey y este rompió el compromiso. En 1475, Luis XI aceptó el compromiso de Isabel con su hijo Carlos, Delfín de Francia. Considerando su papel como futura reina de Francia, Eduardo IV procuró que su hija estuviera preparada. Profesores de idiomas fueron reclutados desde Francia, Italia y España. Sus padres ordenaron que la llamaran madame la deuphine. Se emplearon eruditos en Clásicos de Oxford y expertos en caligrafía fueron traídos del Scriptorium, en la Abadía de Westminster, para instruir a Isabel en la escritura formal de la corte. Fue una educación inusual para una mujer del siglo XV, e incluso superior a la de la mayoría de los hombres que no eran educados para la Iglesia. Al fallecer el padre de Isabel, el rey Luis decidió cancelar el compromiso, ante la crisis dinástica que caería sobre Inglaterra. El compromiso es nuevamente cancelado en 1482, para comprometer a Carlos con Margarita de Austria. 
A los once años, Isabel fue nombrada Señora Compañera de la Orden de la Jarretera, junto a su madre y su tía Isabel. Probablemente comenzó su educación formal en el palacio a los 5 o 6 años, y aprendió historia y alquimia de su padre y su biblioteca. Ella y sus hermanas fueron enseñadas por damas de honor, y al observar a Isabel Woodville en acción, las habilidades y los logros se consideraron apropiados para futuras reinas. Eso incluía leer y escribir en inglés, matemáticas y administración del hogar, así como labores de aguja, equitación, música y baile. Ella hablaba un poco de francés, pero no con fluidez.

## Príncipes de la torre

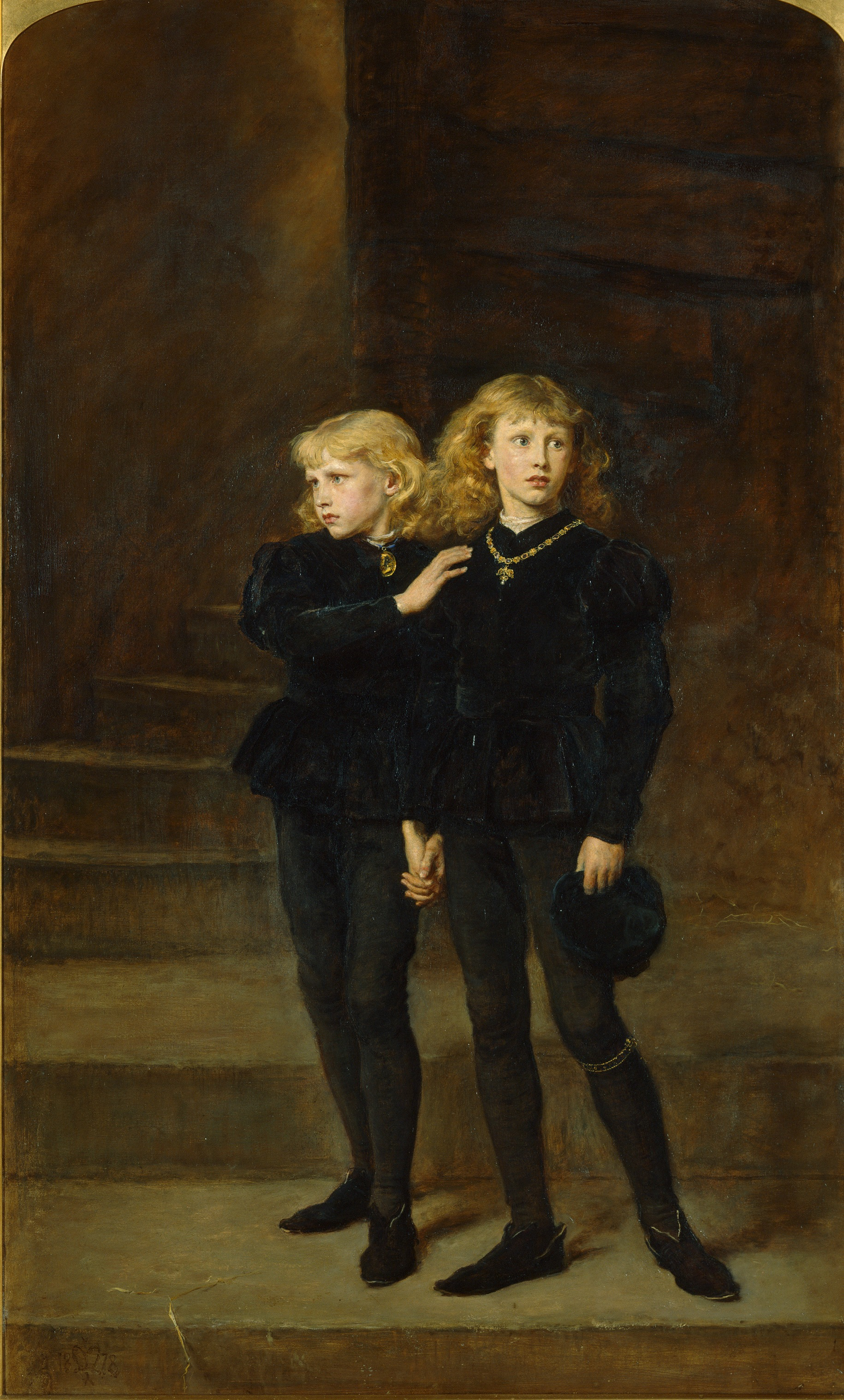
Eduardo V su hermano Ricardo en la Torre de Londres, por John Everett Millais.

Eduardo enfermó en la Semana Santa de 1483, pero vivió lo suficiente para añadir algunos codicilos a su testamento, de los cuales el más importante fue nombrar a su hermano Ricardo, como Protector después de su muerte. Le sucedió su hijo de doce años, Eduardo V de Inglaterra. Isabel tenía diecisiete años en este momento. 
En 1484, la ley del parlamento Titulus Regius declaró inválido el matrimonio de sus padres. La anulación se hizo bajo el argumento de que, previamente, Eduardo IV se había comprometido en matrimonio con lady Leonor Talbot, y de que existía un contrato nupcial firmado, válido ante la ley, en el que se le prohibía al monarca contraer otro matrimonio, pues se convertiría en bígamo. Esta información se dio a conocer cuando un sacerdote (posiblemente Robert Stillington, obispo de Bath y de Wells), atestiguó que él había realizado la ceremonia. Con esta evidencia, todos los hijos que Isabel tuvo con Eduardo, fueron declarados ilegítimos. Desde su posición de control como Lord Protector, Ricardo capturó al joven rey que se había refugiado entre las manos de su tío materno Thomas Woodville. Puesto bajo su custodia, fue encerrado en la Torre de Londres, donde pronto lo acompañaría su hermano Ricardo, Duque de York de solo nueve años. 
Con los niños bajo su control, el duque de Gloucester procedió a declarar que los hijos del difunto rey eran bastardos. El Parlamento de Inglaterra corroboró esta versión. Isabel no volvería a ver a sus hermanos. Rápidamente el pueblo comenzaría a tener la sospecha que los príncipes fueron en realidad asesinados por el ahora rey Ricardo III, específicamente asfixiados por orden suya. Desde entonces se han tejido infinidad de leyendas sobre el verdadero destino de los "Príncipes de la Torre". En 1674, durante el reinado de Carlos II (1660-1685), trabajadores descubrieron los cuerpos de dos niños o niñas en la Torre de Londres. Los ingleses creyeron que eran los cuerpos de los príncipes, y les dieron un entierro real.
Destronando su hermano Eduardo V, y Ricardo, Duque de York, apartado de la línea de sucesión, el 25 de junio de 1483, el Parlamento proclamó a su tío Ricardo como el heredero legítimo y coronado rey como Ricardo III. Isabel Woodville perdió el título de reina madre y le fue conferido el de Lady Isabel Grey. Ella y sus cinco hijas, temiendo por su seguridad, pidieron refugio para protegerse de los celosos cortesanos que estaban detrás de todo en la caída del clan de los Woodville. Más tarde, en 1485, el rey nuevo Enrique VII, avaló la legitimación del matrimonio de sus padres, porque quería que su esposa fuera la heredera de la casa de York y, de esta forma, tener un derecho aún más sólido al trono. Entonces, a Isabel Woodville le fue acordado el título de reina-viuda.
Cuando el duque de Buckingham, antiguo aliado del nuevo Ricardo III, le dijo a Isabel Woodville que sus hijos habían sido asesinados, ambos se aliaron a la casa de Lancaster y apoyaron las pretensiones del hijo de Lady Margarita Beaufort, Enrique Tudor. Para reforzar su alianza Isabel y Margarita decidieron comprometer a sus hijos Enrique e Isabel de York.

## Relación con su tío Ricardo III

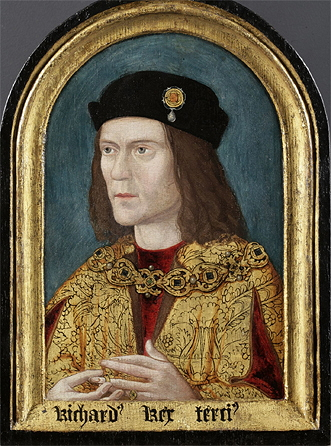
Ricardo III, tío de Isabel

Pese a que Isabel de York fue declarada ilegítima y despojada de sus derechos reales, Ricardo III, el hermano de Eduardo, y por ende su tío, les dio la bienvenida a ella y a sus hermanas de vuelta a la corte inglesa, para servir a su esposa, Ana. Ella tenía 18 años en ese entonces. Tenía el pelo rubio rojizo y la piel clara ideal en la época. Era exuberante y bonita. Ricardo tenía treinta y dos y estaba casado con una reina que siempre estaba enferma. 
En cuanto murió su padre (9 de abril de 1483), surgieron los rumores de que su tío, el futuro rey Ricardo III, planeaba casarse con ella en cuanto muriera su enfermiza esposa Ana Neville. No hay pruebas fehacientes de ello, aunque Sir Jorge Buck aseguró más tarde que tenía en su poder una carta de Isabel -hoy perdida- en la que se descubría que ella estuvo de acuerdo en un eventual matrimonio con su tío. También se ha sugerido que el rumor lo originó la madre de Isabel, Isabel Woodville, con el propósito de sentarla en el trono. Si Ricardo en algún momento estuvo buscando la dispensa eclesiástica para casarse con su sobrina, fue también para apartar de su camino al pretendiente de los Láncaster al trono, Enrique Tudor. 
La figura de Ricardo III es probablemente la más controvertida de la historia de Inglaterra y a día de hoy sigue generando un encendido debate; no solo se le acusó de asesinar a los príncipes de la Torre, sino de querer contraer matrimonio con la hermana de éstos. Los movimientos de Ricardo para acceder al poder le granjearon la enemistad de buena parte de sus súbditos y muy concretamente de dos poderosas facciones de la nobleza inglesa: los Woodville, que habían sido desposeídos de sus derechos sucesorios, y los Rescoldos, de la derrotada facción de los Lancaster, encabezados por Margaret Beaufort y su hijo exiliado en Francia, Enrique Tudor. Su derrota en Bosworth, última batalla decisiva de la Guerra de las Dos Rosas, marcó el final de la Edad Media en Inglaterra.
El 22 de agosto de 1485, Ricardo se enfrentó con las fuerzas lancasterianas de Enrique Tudor en la batalla de Bosworth. Finalmente se vio rodeado y asesinado. La tradición dice que sus últimas palabras fueron «traición, traición, traición, traición, traición».El cuerpo desnudo de Ricardo fue expuesto probablemente en la colegiata de la Anunciación de Nuestra Señora y después ahorcado por Enrique Tudor, ahora Enrique VII, antes de ser enterrado en la iglesia de la hermandad franciscana de los Grey Friars, en Leicester. Los restos de Ricardo III se encuentran en un osario de plomo dentro de un ataúd de roble inglés que reposa en una cripta forrada de ladrillos, bajo el suelo, el plinto y la piedra sepulcral.

## Compromiso y matrimonio con Enrique VII

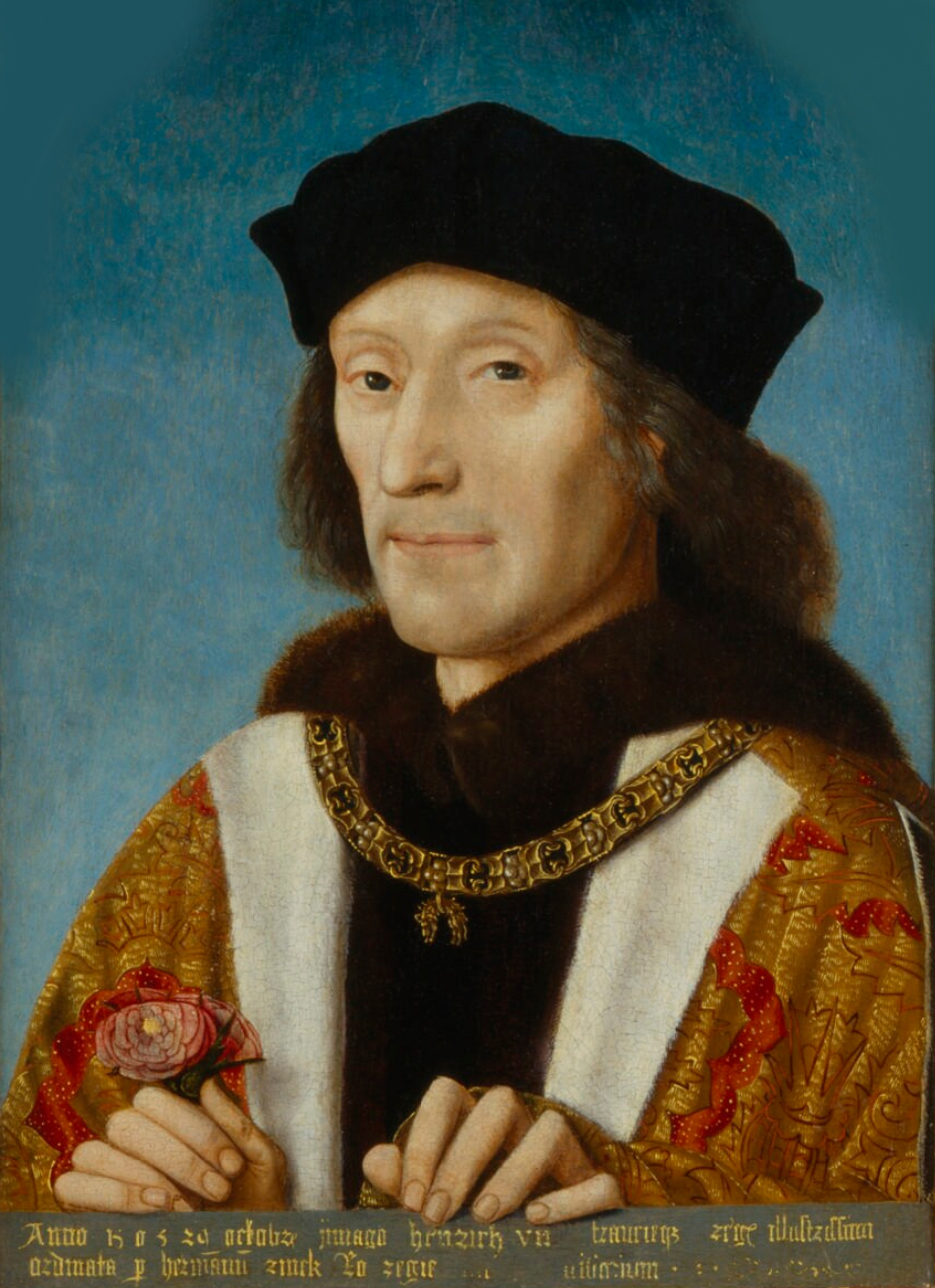
Enrique VII de Inglaterra, por un artista anónimo

Como princesa yorkista, la victoria final de la facción de Lancastria en la Guerra de las Rosas, puede haber parecido un desastre adicional, pero Enrique Tudor sabía la importancia del apoyo yorkista para su invasión, y prometió casarse 
con Isabel antes de llegar a Inglaterra. Al ser la hija mayor de Eduardo IV, sin hermanos sobrevivientes, Isabel de York tenía un fuerte reclamo sobre el trono inglés por derecho propio, pero no asumió tal derecho como reina gobernante. No hubo reina por derecho propio hasta 1553, cuando su nieta, María I, accedió al trono. El último intento de una mujer para gobernar por derecho propio, resultó en un desastre, cuando la madre y el tío de Enrique II de Inglaterra, lucharon amargamente por el trono en el siglo XII. Las fuerzas de Matilde capturaron a Esteban en la batalla de Lincoln de 1141, pero su intento de ser coronada reina en Westminster fracasó ante la enconada oposición de las multitudes de Londres. Como resultado de su retirada, nunca fue formalmente declarada reina de Inglaterra y, en cambio, fue titulada «señora de los ingleses» (en latín, domina Anglorum).
Isabel Woodville arregló el matrimonio de su hija con Enrique Tudor, si este lograba derrotar a Ricardo, cosa que el prometido consiguió en la batalla de Bosworth (22 de agosto de 1485), convirtiéndose en el rey Enrique VII. El apoyo de los Stanley fue decisivo. Ricardo III fue asesinado durante la batalla, siendo el último monarca inglés muerto en combate. El nuevo monarca no se dio mucha prisa en casarse con Isabel. Dos meses más tarde, el 30 de octubre de 1485, Enrique fue coronado, y continuó posponiendo la boda. Finalmente el Parlamento, bajo la presión popular, exhortó al soberano a cumplir su promesa. Aunque inicialmente tardó en cumplir su promesa, Enrique VII reconoció la necesidad de casarse con Isabel de York para garantizar la estabilidad de su gobierno y debilitar los reclamos de otros miembros sobrevivientes de la Casa de York. Parece que Enrique deseaba ser visto como gobernador por derecho propio, habiendo reclamado el trono por derecho de conquista, y no por su matrimonio con la heredera de facto de la Casa de York. No tenía intención de compartir el poder. Aunque Isabel parece haber jugado un pequeño papel en la política, su matrimonio parece haber sido exitoso y feliz.
Enrique VII hizo que se derogara la ley Titulus Regius, legitimando así a los hijos de Eduardo IV y reconociendo a Eduardo V. como su predecesor. Aunque Ricardo III fue considerado como un usurpador, su reinado no fue ignorado. Enrique e Isabel requirieron una dispensa papal para casarse, debido a que el derecho canónico desaprobaba la "afinidad": ambos descendían de Juan de Gante o de su hermano mayor, Leonel de Amberes. En cuarto grado, un tema que había causado muchas disputas y derramamiento de sangre sobre qué reclamo era superior. Se enviaron dos solicitudes, la primera más localmente, y la segunda tardó en llegar y regresar de Roma, con la respuesta del Papa. Finalmente, el matrimonio fue aprobado por la bula papal del Papa Inocencio VIII, fechado en marzo de 1486 (un mes después de la boda). El matrimonio entre Isabel de York y Enrique VII, se celebró en la Abadía de Westminster, el 18 de enero de 1486. 
Con los años, el amor entre Enrique e Isabel fue creciendo. A diferencia de otros monarcas, el rey nunca quiso tomar una amante. Ni siquiera durante los embarazos de su esposa.

## Reina de Inglaterra

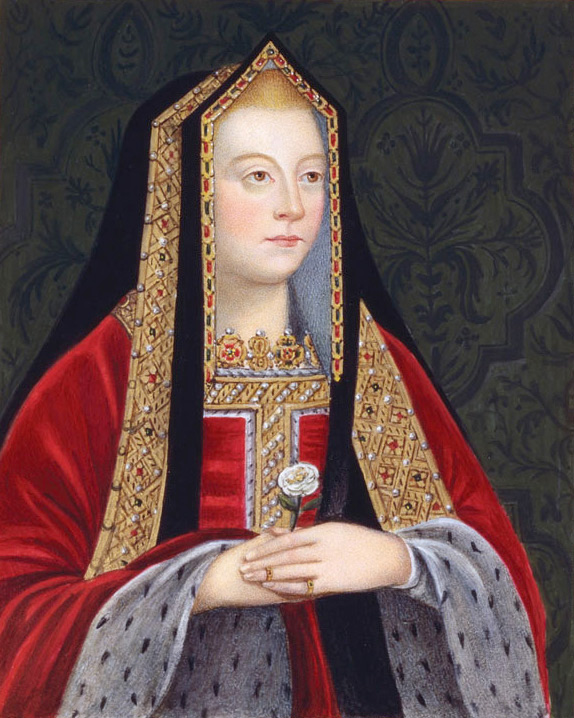
Isabel de York, reina consorte de Inglaterra.

Su coronación formal como reina de Inglaterra se llevó a cabo 11 meses más tarde, el 25 de noviembre de 1486, dos meses después de dar a luz a Arturo, el primero de sus ocho hijos. Arturo no solo simbolizó la unión entre la casa de Tudor y la casa de York, sino que también fue considerado un «símbolo viviente» del final de la Guerra de las Dos Rosas. 
Isabel recibió una gran coronación donde fue llevada en una barcaza real por el Támesis, y la evidencia más reciente sugiere que Enrique VII fue tan constructor como su hijo, y su nieta y esposa compartió ese interés: ahora se sabe que Isabel tuvo una mano en el diseño del antiguo Palacio de Greenwich y que el palacio en sí estaba bien equipado para el entretenimiento a gran escala. Los registros son muy claros de que la Navidad fue un momento escandaloso y especial para la familia real en general, como lo demuestran muchos documentos sobrevivientes que representan un tribunal particularmente animado que tuvo un tiempo maravilloso, con grandes cantidades de vino importado, grandes cantidades de dinero gastado en carnes asadas y artistas. Enrique también frecuentemente compraba regalos para Isabel y sus hijos. Los libros de cuentas mantenidos por el propio Enrique son claros: gastó una gran cantidad de oro en telas costosas tanto para él como para su esposa y sus hijos.
Isabel no ejerció mucha influencia política como reina debido a su suegra, Lady Margarita Beaufort, pero se informó que era gentil, amable y generosa con sus parientes, sirvientes y benefactores. Un informe hace constar que Enrique VII optó por la elección de Isabel para un obispado vacante, sobre la elección de su madre, mostrando el afecto y su disposición a escuchar a su esposa. Parece haber amado los libros, patrocinando al impresor inglés William Caxton. Isabel de York disfrutaba de la música, el baile y el juego; el último de estos fue un pasatiempo que compartió con su esposo. Ella también mantuvo galgos.
Como reina, Isabel hizo arreglos para la educación de sus hijos más pequeños, incluido el futuro Enrique VIII. También acompañó a su esposo en su visita diplomática a Calais en 1500 para reunirse con Felipe I de Castilla, y mantuvo correspondencia con la reina Isabel I de Castilla antes del matrimonio de sus hijos. El 14 de noviembre de 1501, Arturo, el hijo de 15 años de Isabel, se casó con Catalina de Aragón, hija del rey Fernando II de Aragón y la reina Isabel I. La pareja fue enviada al Castillo de Ludlow, la residencia tradicional del Príncipe de Gales.
A diferencia de su madre, Isabel Woodville, que como reina había acumulado tierras, riqueza y títulos para ella y para sus familiares, Isabel de York nunca supo sacar provecho económico de su condición. Era de trato fácil y poco ambiciosa; y la experiencia de los últimos años le había demostrado lo fácil que era perderlo todo de un día para otro. Era mejor mantener un perfil bajo y dedicarse a lo que se esperaba de ella: tener muchos hijos.

## Descendencia
De esta unión nacerían 7 hijos en total. Isabel se involucró en la educación de sus hijos y pasaba más tiempo con ellos de lo que era habitual en las familias reales.
- Arturo Tudor (20 de septiembre de 1486 — 2 de abril de 1502). Enrique eligió el nombre de su hijo mayor en honor del rey Arturo, en parte como símbolo de sus esperanzas de renacimiento de la grandeza de Inglaterra, y en parte para enfatizar la relación de la familia Tudor con Gales;
- Margarita Tudor (28 de noviembre de 1489 — 18 de octubre de 1541). A través de su primer y segundo matrimonio, respectivamente, Margarita fue la abuela de María I de Escocia, y el segundo esposo de esta, Lord Darnley;
- Enrique VIII de Inglaterra (28 de junio de 1491 — 28 de enero de 1547). Fue el segundo monarca de la casa Tudor, heredero de su padre, Enrique VII. Se casó seis veces y ejerció el poder más absoluto entre todos los monarcas ingleses;
- Isabel Tudor (2 de julio de 1492 — 14 de septiembre de 1495). Se pensaba comprometerla en un matrimonio con el príncipe francés Francisco (más tarde Francisco I), pero murió a causa de la atrofia el 14 de septiembre de 1495, a los 3 años de edad;
- María Tudor (18 de marzo de 1496 — 25 de junio de 1533). Fue duquesa de Suffolk y reina consorte de Francia por su matrimonio con Luis XII;
- Edmundo Tudor (21 de febrero de 1499 — 19 de junio de 1500). Murió a la edad de un año y dos meses, por causas desconocidas y fue enterrado en la Abadía de Westminster;
- Catalina Tudor (2 de febrero de 1503 — 10 de febrero de 1503). Falleció al poco de nacer. Su madre no sobrevivió mucho tiempo después de su muerte.

Su hijo mayor y heredero de la corona, Arturo Tudor, murió el 2 de abril de 1502, cinco meses después de haberse casado con la princesa Catalina de Aragón. La noticia de la muerte de Arturo hizo que Enrique VII se desmoronara por el dolor, tanto por el miedo a su dinastía como por el duelo por su hijo. Poco después de la muerte de Arturo, surgió la idea de comprometer a la viuda Catalina con el nuevo heredero, Enrique. Tanto Enrique VII como los Reyes Católicos estaban de acuerdo en llevar a cabo este matrimonio, y el papa emitió una dispensa para que fuera posible. Catalina afirmó que el matrimonio nunca fue consumado. Sin embargo, había testigos que mantenían lo contrario, según los comentarios del príncipe. El deceso de su primogénito, motivó a Isabel a embarazarse por octava vez, con el propósito de asegurar la continuidad dinástica de los Tudor, en caso de que el hijo sobreviviente, Enrique, muriera. Tener herederos era, después de todo, una de las responsabilidades más cruciales de una reina consorte, especialmente para el esperanzado fundador de una nueva dinastía, los Tudor. El 2 de febrero de 1503, en la Torre de Londres, Isabel dio a luz una niña, que recibió el nombre de Catalina, nombre que le dio en honor a su nuera Catalina de Aragón, que era como una hija para Isabel. La criatura vivió apenas un par de días.
Tres de los cuatro hijos sobrevivientes, se convirtieron en reyes o reinas por derecho propio: 
1. Margarita Tudor se casó con el rey Jacobo IV de Escocia.  El matrimonio unió las casas reales de Inglaterra y Escocia, lo que un siglo después, resultó en la Unión de las Coronas. Aunque se esperaba que su famoso hermano menor, Enrique VIII, fuera la principal línea de descendencia real, en realidad son los herederos de Margarita los que se convirtieron en el linaje real. Fue madre del rey Jacobo V. El bisnieto de Margarita, Jacobo VI, fue la primera persona en ser monarca de Escocia e Inglaterra después de que Isabel I muriera sin hijos.
2. Enrique VIII, rey de Inglaterra, se casó en primers nupcias con Catalina de Aragón, la viuda de su hermano Arturo, hija de los reyes católicos. Dicho matrimonio sería anulado por el propio Enrique, motivado por la falta de herederos varones. Se casó cinco veces más: Ana Bolena, Juana Seymour, Ana de Cleves, Catalina Howard y Catalina Parr. Fue padre de la reina María I, Isabel I, y Eduardo VI (hijos de su primera, segunda, y tercera esposa respectivamente).
3. María Tudor se casó con el rey Luis XII de Francia. Esta unión no produjo hijos, pues el rey muere solo 3 meses después del matrimonio. Luego se casó con Charles Brandon y tuvieron 4 hijos: Enrique Brandon, Frances Brandon, Leonor Brandon, y Enrique Brandon. Era la abuela materna de Lady Juana Grey, quien fue «la reina de los nueve días». Tanto Juana como su esposo, Lord Guilford Dudley, fueron ejecutados acusados de traición, el 12 de febrero de 1554.

## Muerte

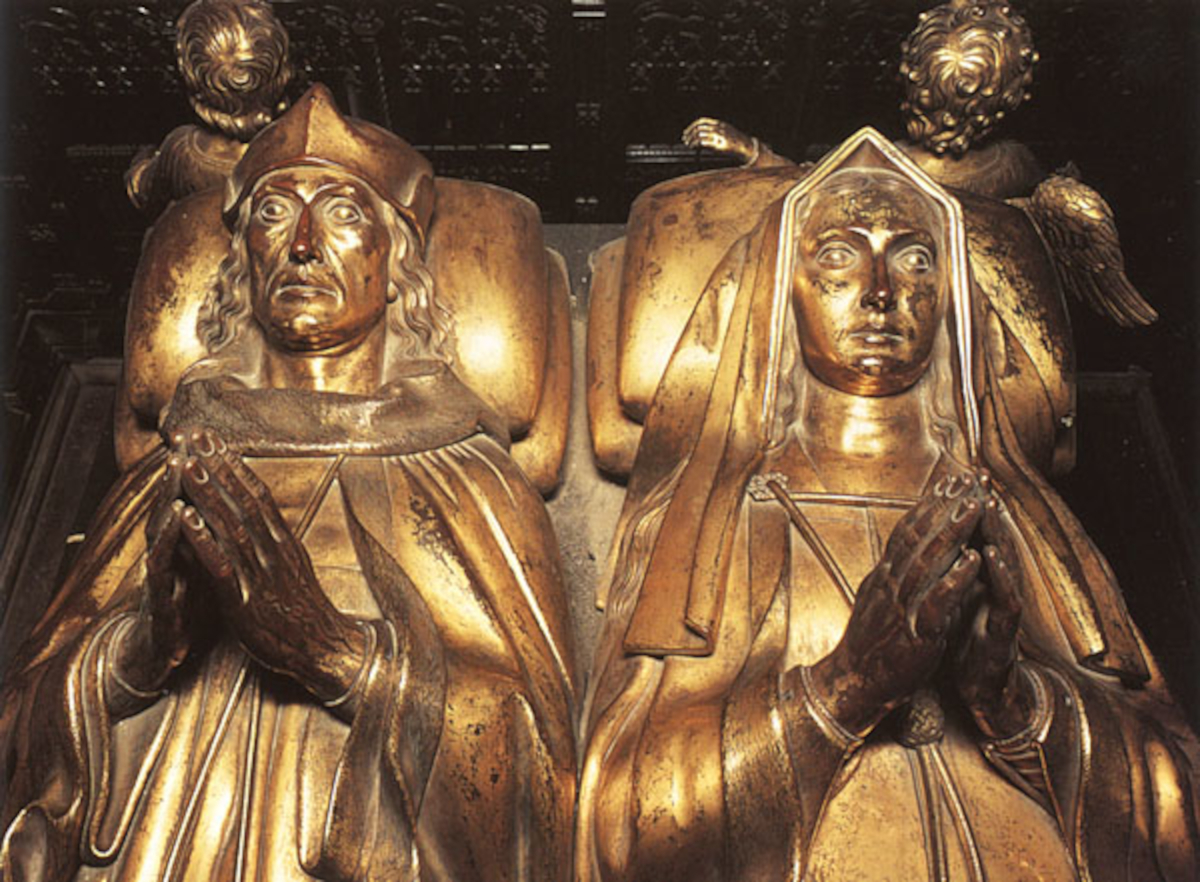
Tumba de los reyes Enrique e Isabel, creada por el artista italiano Pietro Torrigian.

Terriblemente entristecida por la muerte de su hijo mayor, y la muerte de su hija recién nacida (algunos dicen que falleció un día antes que ella, otros que falleció el mismo día que nació, y otros dicen que falleció días luego que su madre) su salud sufrió un declive fatal. La reina sufrió una fuerte Infección Puerperal y murió después de nueve días de agonía, el 11 de febrero de 1503, en su cumpleaños número 37. El rey Enrique, conocido por ser un hombre avaro, decidió, increíblemente, darle a su mujer unos funerales espléndidos. Isabel fue sepultada en la abadía de Westminster, en la capilla mariana de Enrique VII. Al morir, su esposo fue sepultado a su lado, en 1509.
La reina fue embalsamada en la Torre de Londres, la cual dejó de ser residencia real tras la muerte de la reina en ese recinto. Enrique ordenó que 636 misas fueran ofrecidas por su alma en Londres el día después de su muerte. Enrique Tudor vistió de luto durante meses y ordenó que cada once de febrero se encendieran cien velas en memoria de Isabel. El ritual era tan costoso que su propio hijo, Enrique VIII, lo suprimió en cuanto ascendió al trono unos años después.
La relación de Enrique VII e Isabel de York, no está bien documentada, pero hay varios documentos sobrevivientes que sugieren una relación tierna y amorosa. Enrique nunca se volvió a casar, aunque podría haber sido ventajoso diplomáticamente hacerlo. Su familia parece haber estado devastada por su muerte y la lamentó profundamente. Según un biógrafo, la muerte de Isabel "rompió el corazón" de su esposo y "lo destrozó". Otro relato dice que Enrique Tudor "partió en secreto a un lugar solitario y ningún hombre debería recurrir a él".  Esto es notable considerando que, poco después de la muerte de Isabel, los registros muestran que él mismo enfermó y no permitía a cualquiera, excepto a su madre Margarita Beaufort, cerca de él, incluidos los médicos.

## En la ficción
Isabel de York es un personaje de Shakespeare en Ricardo III  (The Life and Death of King Richard III, título original completo en inglés), la cual es una tragedia de William Shakespeare, la última obra de su tetralogía sobre la historia de Inglaterra. Después de Hamlet, es la pieza más larga del dramaturgo. La tetralogía entera fue compuesta al inicio de la carrera de Shakespeare: la fecha más probable de su escritura se sitúa entre 1591 y 1592. Se han realizado varias versiones cinematográficas, entre ellas las protagonizadas por Lawrence Olivier en 1955 y por Ian McKellen en 1995. La primera representación de la que se tiene constancia se produjo el 17 de noviembre de 1633, con presencia de Carlos I y Enriqueta María. Isabel no es más que un peón para casarse con Ricardo III o Enrique VII. Debido a que es la última heredera de York (suponiendo que sus hermanos, los príncipes en la torre, han muerto), la reclamación de sus hijos a la corona de Inglaterra sería lo más seguro.
Isabel de York es también uno de los principales personajes de la serie del 2013, La Reina Blanca. Se centró en el trasfondo de la Guerra de las Dos Rosas y la historia de las mujeres atrapadas en el conflicto por el trono de Inglaterra. Su personaje es interpretado por Freya Mavor. A pesar de que la cadena británica BBC no pidió una segunda temporada de la serie, la cadena estadounidense Starz, desarrolló una miniserie independiente llamada "The White Princess" basada en la serie de novelas tituladas "The Cousins’ War" de Philippa Gregory. En la serie de ocho episodios, Jodie Comer le da vida a Isabel. El matrimonio de Enrique e Isabel termina efectivamente las guerra de las rosas mediante la unión de las casas de Lancaster y York. Sin embargo, su enemistad y desconfianza mutua, así como las parcelas políticas de sus madres, amenazan con destruir tanto el matrimonio como el reino.

## Ascendencia
- Isabel de York ha sido la única reina inglesa en ser hija, hermana, sobrina, esposa, madre y abuela de reyes ingleses.

| \| \| \| \| \| \| \| \| \| \| \| \| \| \| \| \| \| \| \| \| 16. Edmundo de Langley, 1r duque de York \| \| \| \| \| \| \| \| \| \| \| \| \| \| \| \| \| \| \| \| \| \| \| \| \| \| \| \| \| \| \| \| \| \| \| \| \| \| \| \| \| \| \| \| \| \| \| \| \| \| \| \| \| \| 8. Richard de Conisburgh, 3.er conde de Cambridge \| \| \| \| \| \| \| \| \| \| \| \| \| \| \| \| \| \| \| \| \| \| \| \| \| \| \| \| \| \| \| \| \| \| \| \| \| \| \| \| \| \| \| \| \| \| \| \| \| \| \| \| \| \| 17. Isabel de Castilla \| \| \| \| \| \| \| \| \| \| \| \| \| \| \| \| \| \| \| \| \| \| \| \| \| \| \| \| \| \| \| \| \| \| \| \| \| \| \| \| \| \| \| \| \| \| \| \| \| \| \| \| \| \| 4. Ricardo de York \| \| \| \| \| \| \| \| \| \| \| \| \| \| \| \| \| \| \| \| \| \| \| \| \| \| \| \| \| \| \| \| \| \| \| \| \| \| \| \| \| \| \| \| \| \| \| \| \| \| \| \| \| \| 18. Roger Mortimer, cuarto Conde de la Marca \| \| \| \| \| \| \| \| \| \| \| \| \| \| \| \| \| \| \| \| \| \| \| \| \| \| \| \| \| \| \| \| \| \| \| \| \| \| \| \| \| \| \| \| \| \| \| \| \| \| \| \| \| \| 9. Anne de Mortimer \| \| \| \| \| \| \| \| \| \| \| \| \| \| \| \| \| \| \| \| \| \| \| \| \| \| \| \| \| \| \| \| \| \| \| \| \| \| \| \| \| \| \| \| \| \| \| \| \| \| \| \| \| \| 19. Alianore Holanda \| \| \| \| \| \| \| \| \| \| \| \| \| \| \| \| \| \| \| \| \| \| \| \| \| \| \| \| \| \| \| \| \| \| \| \| \| \| \| \| \| \| \| \| \| \| \| \| \| \| \| \| \| \| 2. Eduardo IV de Inglaterra \| \| \| \| \| \| \| \| \| \| \| \| \| \| \| \| \| \| \| \| \| \| \| \| \| \| \| \| \| \| \| \| \| \| \| \| \| \| \| \| \| \| \| \| \| \| \| \| \| \| \| \| \| \| 20. John Neville, tercer Barón Neville de Raby \| \| \| \| \| \| \| \| \| \| \| \| \| \| \| \| \| \| \| \| \| \| \| \| \| \| \| \| \| \| \| \| \| \| \| \| \| \| \| \| \| \| \| \| \| \| \| \| \| \| \| \| \| \| 10. Ralph de Neville, conde de Westmorland primero \| \| \| \| \| \| \| \| \| \| \| \| \| \| \| \| \| \| \| \| \| \| \| \| \| \| \| \| \| \| \| \| \| \| \| \| \| \| \| \| \| \| \| \| \| \| \| \| \| \| \| \| \| \| 21. Maud Percy \| \| \| \| \| \| \| \| \| \| \| \| \| \| \| \| \| \| \| \| \| \| \| \| \| \| \| \| \| \| \| \| \| \| \| \| \| \| \| \| \| \| \| \| \| \| \| \| \| \| \| \| \| \| 5. Cecilia Neville \| \| \| \| \| \| \| \| \| \| \| \| \| \| \| \| \| \| \| \| \| \| \| \| \| \| \| \| \| \| \| \| \| \| \| \| \| \| \| \| \| \| \| \| \| \| \| \| \| \| \| \| \| \| 22. Juan de Gante Duque, 1 de Lancaster \| \| \| \| \| \| \| \| \| \| \| \| \| \| \| \| \| \| \| \| \| \| \| \| \| \| \| \| \| \| \| \| \| \| \| \| \| \| \| \| \| \| \| \| \| \| \| \| \| \| \| \| \| \| 11. Joan Beaufort, condesa de Westmorland \| \| \| \| \| \| \| \| \| \| \| \| \| \| \| \| \| \| \| \| \| \| \| \| \| \| \| \| \| \| \| \| \| \| \| \| \| \| \| \| \| \| \| \| \| \| \| \| \| \| \| \| \| \| 23. Katherine Swynford \| \| \| \| \| \| \| \| \| \| \| \| \| \| \| \| \| \| \| \| \| \| \| \| \| \| \| \| \| \| \| \| \| \| \| \| \| \| \| \| \| \| \| \| \| \| \| \| \| \| \| \| \| \| 1. Isabel de York \| \| \| \| \| \| \| \| \| \| \| \| \| \| \| \| \| \| \| \| \| \| \| \| \| \| \| \| \| \| \| \| \| \| \| \| \| \| \| \| \| \| \| \| \| \| \| \| \| \| \| \| \| \| 24. John Wydeville \| \| \| \| \| \| \| \| \| \| \| \| \| \| \| \| \| \| \| \| \| \| \| \| \| \| \| \| \| \| \| \| \| \| \| \| \| \| \| \| \| \| \| \| \| \| \| \| \| \| \| \| \| \| 12. Sir Richard Wydevill \| \| \| \| \| \| \| \| \| \| \| \| \| \| \| \| \| \| \| \| \| \| \| \| \| \| \| \| \| \| \| \| \| \| \| \| \| \| \| \| \| \| \| \| \| \| \| \| \| \| \| \| \| \| 25. Isabel Gobion \| \| \| \| \| \| \| \| \| \| \| \| \| \| \| \| \| \| \| \| \| \| \| \| \| \| \| \| \| \| \| \| \| \| \| \| \| \| \| \| \| \| \| \| \| \| \| \| \| \| \| \| \| \| 6. Ricardo Woodville I conde de Rivers \| \| \| \| \| \| \| \| \| \| \| \| \| \| \| \| \| \| \| \| \| \| \| \| \| \| \| \| \| \| \| \| \| \| \| \| \| \| \| \| \| \| \| \| \| \| \| \| \| \| \| \| \| \| 26. Thomas Bittlesgate \| \| \| \| \| \| \| \| \| \| \| \| \| \| \| \| \| \| \| \| \| \| \| \| \| \| \| \| \| \| \| \| \| \| \| \| \| \| \| \| \| \| \| \| \| \| \| \| \| \| \| \| \| \| 13. Joan Bittlesgate \| \| \| \| \| \| \| \| \| \| \| \| \| \| \| \| \| \| \| \| \| \| \| \| \| \| \| \| \| \| \| \| \| \| \| \| \| \| \| \| \| \| \| \| \| \| \| \| \| \| \| \| \| \| 27. Joan Beauchamp \| \| \| \| \| \| \| \| \| \| \| \| \| \| \| \| \| \| \| \| \| \| \| \| \| \| \| \| \| \| \| \| \| \| \| \| \| \| \| \| \| \| \| \| \| \| \| \| \| \| \| \| \| \| 3. Isabel Woodville \| \| \| \| \| \| \| \| \| \| \| \| \| \| \| \| \| \| \| \| \| \| \| \| \| \| \| \| \| \| \| \| \| \| \| \| \| \| \| \| \| \| \| \| \| \| \| \| \| \| \| \| \| \| 28. Juan de Luxemburgo \| \| \| \| \| \| \| \| \| \| \| \| \| \| \| \| \| \| \| \| \| \| \| \| \| \| \| \| \| \| \| \| \| \| \| \| \| \| \| \| \| \| \| \| \| \| \| \| \| \| \| \| \| \| 14. Pedro, conde de San Pol, Brienne y Conversano \| \| \| \| \| \| \| \| \| \| \| \| \| \| \| \| \| \| \| \| \| \| \| \| \| \| \| \| \| \| \| \| \| \| \| \| \| \| \| \| \| \| \| \| \| \| \| \| \| \| \| \| \| \| 29. Margarita, condesa de Brienne \| \| \| \| \| \| \| \| \| \| \| \| \| \| \| \| \| \| \| \| \| \| \| \| \| \| \| \| \| \| \| \| \| \| \| \| \| \| \| \| \| \| \| \| \| \| \| \| \| \| \| \| \| \| 7. Jacquetta de Luxemburgo \| \| \| \| \| \| \| \| \| \| \| \| \| \| \| \| \| \| \| \| \| \| \| \| \| \| \| \| \| \| \| \| \| \| \| \| \| \| \| \| \| \| \| \| \| \| \| \| \| \| \| \| \| \| 30. Francois de Baux, duque de Andria \| \| \| \| \| \| \| \| \| \| \| \| \| \| \| \| \| \| \| \| \| \| \| \| \| \| \| \| \| \| \| \| \| \| \| \| \| \| \| \| \| \| \| \| \| \| \| \| \| \| \| \| \| \| 15. Margarita de Baux \| \| \| \| \| \| \| \| \| \| \| \| \| \| \| \| \| \| \| \| \| \| \| \| \| \| \| \| \| \| \| \| \| \| \| \| \| \| \| \| \| \| \| \| \| \| \| \| \| \| \| \| \| \| 31. Sueva Orsini del Balzo \| \| \| \| \| \| \| \| \| \| \| \| \| \| \| \| \| \| \| \| \| \| \| \| \| \| \| \| \| \| \| \| \| \| \| \| \| \| \| \| \| \| \| \| \| \| \| \| \| \| \| \| |                                                    |  |  |  |  |  |  |  |  |  |  |  |  |  |  |  |
| |                                                    |  |  |  |  |  |  |  |  |  |  |  |  |  |  |  |
| | 16. Edmundo de Langley, 1r duque de York           |  |  |  |  |  |  |  |  |  |  |  |  |  |  |  |
| |                                                    |  |  |  |  |  |  |  |  |  |  |  |  |  |  |  |
| |                                                    |  |  |  |  |  |  |  |  |  |  |  |  |  |  |  |
| | 8. Richard de Conisburgh, 3.er conde de Cambridge  |  |  |  |  |  |  |  |  |  |  |  |  |  |  |  |
| |                                                    |  |  |  |  |  |  |  |  |  |  |  |  |  |  |  |
| |                                                    |  |  |  |  |  |  |  |  |  |  |  |  |  |  |  |
| | 17. Isabel de Castilla                             |  |  |  |  |  |  |  |  |  |  |  |  |  |  |  |
| |                                                    |  |  |  |  |  |  |  |  |  |  |  |  |  |  |  |
| |                                                    |  |  |  |  |  |  |  |  |  |  |  |  |  |  |  |
| | 4. Ricardo de York                                 |  |  |  |  |  |  |  |  |  |  |  |  |  |  |  |
| |                                                    |  |  |  |  |  |  |  |  |  |  |  |  |  |  |  |
| |                                                    |  |  |  |  |  |  |  |  |  |  |  |  |  |  |  |
| | 18. Roger Mortimer, cuarto Conde de la Marca       |  |  |  |  |  |  |  |  |  |  |  |  |  |  |  |
| |                                                    |  |  |  |  |  |  |  |  |  |  |  |  |  |  |  |
| |                                                    |  |  |  |  |  |  |  |  |  |  |  |  |  |  |  |
| | 9. Anne de Mortimer                                |  |  |  |  |  |  |  |  |  |  |  |  |  |  |  |
| |                                                    |  |  |  |  |  |  |  |  |  |  |  |  |  |  |  |
| |                                                    |  |  |  |  |  |  |  |  |  |  |  |  |  |  |  |
| | 19. Alianore Holanda                               |  |  |  |  |  |  |  |  |  |  |  |  |  |  |  |
| |                                                    |  |  |  |  |  |  |  |  |  |  |  |  |  |  |  |
| |                                                    |  |  |  |  |  |  |  |  |  |  |  |  |  |  |  |
| | 2. Eduardo IV de Inglaterra                        |  |  |  |  |  |  |  |  |  |  |  |  |  |  |  |
| |                                                    |  |  |  |  |  |  |  |  |  |  |  |  |  |  |  |
| |                                                    |  |  |  |  |  |  |  |  |  |  |  |  |  |  |  |
| | 20. John Neville, tercer Barón Neville de Raby     |  |  |  |  |  |  |  |  |  |  |  |  |  |  |  |
| |                                                    |  |  |  |  |  |  |  |  |  |  |  |  |  |  |  |
| |                                                    |  |  |  |  |  |  |  |  |  |  |  |  |  |  |  |
| | 10. Ralph de Neville, conde de Westmorland primero |  |  |  |  |  |  |  |  |  |  |  |  |  |  |  |
| |                                                    |  |  |  |  |  |  |  |  |  |  |  |  |  |  |  |
| |                                                    |  |  |  |  |  |  |  |  |  |  |  |  |  |  |  |
| | 21. Maud Percy                                     |  |  |  |  |  |  |  |  |  |  |  |  |  |  |  |
| |                                                    |  |  |  |  |  |  |  |  |  |  |  |  |  |  |  |
| |                                                    |  |  |  |  |  |  |  |  |  |  |  |  |  |  |  |
| | 5. Cecilia Neville                                 |  |  |  |  |  |  |  |  |  |  |  |  |  |  |  |
| |                                                    |  |  |  |  |  |  |  |  |  |  |  |  |  |  |  |
| |                                                    |  |  |  |  |  |  |  |  |  |  |  |  |  |  |  |
| | 22. Juan de Gante Duque, 1 de Lancaster            |  |  |  |  |  |  |  |  |  |  |  |  |  |  |  |
| |                                                    |  |  |  |  |  |  |  |  |  |  |  |  |  |  |  |
| |                                                    |  |  |  |  |  |  |  |  |  |  |  |  |  |  |  |
| | 11. Joan Beaufort, condesa de Westmorland          |  |  |  |  |  |  |  |  |  |  |  |  |  |  |  |
| |                                                    |  |  |  |  |  |  |  |  |  |  |  |  |  |  |  |
| |                                                    |  |  |  |  |  |  |  |  |  |  |  |  |  |  |  |
| | 23. Katherine Swynford                             |  |  |  |  |  |  |  |  |  |  |  |  |  |  |  |
| |                                                    |  |  |  |  |  |  |  |  |  |  |  |  |  |  |  |
| |                                                    |  |  |  |  |  |  |  |  |  |  |  |  |  |  |  |
| | 1. Isabel de York                                  |  |  |  |  |  |  |  |  |  |  |  |  |  |  |  |
| |                                                    |  |  |  |  |  |  |  |  |  |  |  |  |  |  |  |
| |                                                    |  |  |  |  |  |  |  |  |  |  |  |  |  |  |  |
| | 24. John Wydeville                                 |  |  |  |  |  |  |  |  |  |  |  |  |  |  |  |
| |                                                    |  |  |  |  |  |  |  |  |  |  |  |  |  |  |  |
| |                                                    |  |  |  |  |  |  |  |  |  |  |  |  |  |  |  |
| | 12. Sir Richard Wydevill                           |  |  |  |  |  |  |  |  |  |  |  |  |  |  |  |
| |                                                    |  |  |  |  |  |  |  |  |  |  |  |  |  |  |  |
| |                                                    |  |  |  |  |  |  |  |  |  |  |  |  |  |  |  |
| | 25. Isabel Gobion                                  |  |  |  |  |  |  |  |  |  |  |  |  |  |  |  |
| |                                                    |  |  |  |  |  |  |  |  |  |  |  |  |  |  |  |
| |                                                    |  |  |  |  |  |  |  |  |  |  |  |  |  |  |  |
| | 6. Ricardo Woodville I conde de Rivers             |  |  |  |  |  |  |  |  |  |  |  |  |  |  |  |
| |                                                    |  |  |  |  |  |  |  |  |  |  |  |  |  |  |  |
| |                                                    |  |  |  |  |  |  |  |  |  |  |  |  |  |  |  |
| | 26. Thomas Bittlesgate                             |  |  |  |  |  |  |  |  |  |  |  |  |  |  |  |
| |                                                    |  |  |  |  |  |  |  |  |  |  |  |  |  |  |  |
| |                                                    |  |  |  |  |  |  |  |  |  |  |  |  |  |  |  |
| | 13. Joan Bittlesgate                               |  |  |  |  |  |  |  |  |  |  |  |  |  |  |  |
| |                                                    |  |  |  |  |  |  |  |  |  |  |  |  |  |  |  |
| |                                                    |  |  |  |  |  |  |  |  |  |  |  |  |  |  |  |
| | 27. Joan Beauchamp                                 |  |  |  |  |  |  |  |  |  |  |  |  |  |  |  |
| |                                                    |  |  |  |  |  |  |  |  |  |  |  |  |  |  |  |
| |                                                    |  |  |  |  |  |  |  |  |  |  |  |  |  |  |  |
| | 3. Isabel Woodville                                |  |  |  |  |  |  |  |  |  |  |  |  |  |  |  |
| |                                                    |  |  |  |  |  |  |  |  |  |  |  |  |  |  |  |
| |                                                    |  |  |  |  |  |  |  |  |  |  |  |  |  |  |  |
| | 28. Juan de Luxemburgo                             |  |  |  |  |  |  |  |  |  |  |  |  |  |  |  |
| |                                                    |  |  |  |  |  |  |  |  |  |  |  |  |  |  |  |
| |                                                    |  |  |  |  |  |  |  |  |  |  |  |  |  |  |  |
| | 14. Pedro, conde de San Pol, Brienne y Conversano  |  |  |  |  |  |  |  |  |  |  |  |  |  |  |  |
| |                                                    |  |  |  |  |  |  |  |  |  |  |  |  |  |  |  |
| |                                                    |  |  |  |  |  |  |  |  |  |  |  |  |  |  |  |
| | 29. Margarita, condesa de Brienne                  |  |  |  |  |  |  |  |  |  |  |  |  |  |  |  |
| |                                                    |  |  |  |  |  |  |  |  |  |  |  |  |  |  |  |
| |                                                    |  |  |  |  |  |  |  |  |  |  |  |  |  |  |  |
| | 7. Jacquetta de Luxemburgo                         |  |  |  |  |  |  |  |  |  |  |  |  |  |  |  |
| |                                                    |  |  |  |  |  |  |  |  |  |  |  |  |  |  |  |
| |                                                    |  |  |  |  |  |  |  |  |  |  |  |  |  |  |  |
| | 30. Francois de Baux, duque de Andria              |  |  |  |  |  |  |  |  |  |  |  |  |  |  |  |
| |                                                    |  |  |  |  |  |  |  |  |  |  |  |  |  |  |  |
| |                                                    |  |  |  |  |  |  |  |  |  |  |  |  |  |  |  |
| | 15. Margarita de Baux                              |  |  |  |  |  |  |  |  |  |  |  |  |  |  |  |
| |                                                    |  |  |  |  |  |  |  |  |  |  |  |  |  |  |  |
| |                                                    |  |  |  |  |  |  |  |  |  |  |  |  |  |  |  |
| | 31. Sueva Orsini del Balzo                         |  |  |  |  |  |  |  |  |  |  |  |  |  |  |  |
| |                                                    |  |  |  |  |  |  |  |  |  |  |  |  |  |  |  |
| |                                                    |  |  |  |  |  |  |  |  |  |  |  |  |  |  |  |

## Sucesión
| Predecesora: Ana Neville | Reina Consorte de Inglaterra 18 de enero de 1486 - 11 de febrero de 1503 | Sucesora: Catalina de Aragón |

## En la ficción

### Series de televisión
| Año             | Título               | Intérprete     | Director          |  |
| --------------- | -------------------- | -------------- | ----------------- |  |
| 2017 - presente | The White Princess   | Jodie Comer    | -                 |  |
| 2013            | The White Queen      | Freya Mavor    | James Kent        |  |
| 2019            | The Spanish Princess | Alexandra Moen | Birgitte Stærmose |  |